# 藏文书法

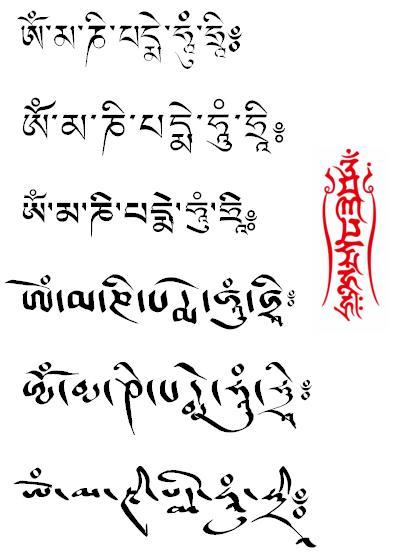
“六字箴言”在乌金、柏簇等六种字体的写法

藏文書法是指以藏文为载体文字的的書法。与汉字书法和蒙古文书法不同的是，书写藏文的工具是竹笔（属于硬笔书法），以碳墨为主要书写颜料。

## 書法用具
- 笔：《丹珠尔经.工巧部》专门记载了：为了便于书写不同的字体，竹笔分为圆竹笔和三棱竹笔。采用了青藏高原上生长的一种箭竹，制作圆竹笔将其风干后削制；三棱笔则需要用烟熏到比较柔软时削制。
- 墨：墨汁则是采用高原柳树枝放进银制的制碳笔筒，煅烧，冷却后得到。由于之后唐卡画颜料制作的技术娴熟以后，书写藏文的颜料从单一的墨汁，发展到金，银，朱砂，绿松石，等制作的颜料。传统的八宝墨是用金、银、珍珠、珊瑚、百海螺、红树汁、朱砂、绿松石、研磨而成，专门用于书写经书、重要公文等[2]。

## 特点
藏文以基字为中心，五个前加字一定要写在前边，十个后加字写在后边，三个上加字写在它的上边，四个下加字写在它的下边，二个又后加字写在后加字的后边。其书写顺序是依基字的前加、后加、再后加的次序逐步进行。

## 外部連結
- Tibetan calligraphy dedicated to tattoos designs （页面存档备份，存于）
- An exhibition of Tibetan Calligraphy by Jamyang Dorjee Chakrishar （页面存档备份，存于）
- Interview with Tsering Phuntsok, a Tibetan calligrapher living in Germany.
- Andrew West, Phags-pa script （页面存档备份，存于）
- Tibetan writing styles （页面存档备份，存于）
- Exquisite Example of Tibetan Calligraphy by His Holiness The XVII Karmapa （页面存档备份，存于）
- An exhibition of Tibetan Calligraphy by P. N. Dhumkhang （页面存档备份，存于）
- Tibetan calligrapher - Tashi Mannox （页面存档备份，存于）
- Tibetan calligraphy tattoo template designs （页面存档备份，存于）
- Tibetan calligrapher - Karma Samdrup Targye